# Mariental Rural
Mariental Rural es un distrito electoral de la Región Hardap en Namibia. Su población es de 13.596 habitantes.